# Обручев, Афанасий Николаевич
Афанасий Николаевич Обручев (1829—1871) — полковник Русской императорской армии.

## Биография
Афанасий Обручев родился 21 июля 1829 года в дворянской семье полковника Николая Афанасьевича Обручева (1802—1837), командира Самогитского полка и Марии Лукиничны (урождённая Колотова; 1807—1880). Вместе с братом избрал военную карьеру. По окончании Первого кадетского корпуса и Главного инженерного училища был выпущен поручиком в военные инженеры российской армии.
В 1857 году он был направлен в Приморскую область, где на него легла задача по созданию обороны устья реки Амур. Здесь, вблизи Николаевска, Обручев искусно выбрал места для строительства укреплений и возвёл так называемые Унырахские батареи. Фортификационные сооружения воздвигнутые А. Н. Обручевым долгое время не теряли своего стратегического значения и постепенно развились в крепость, а затем и в город Николаевск-на-Амуре. На Дальнем Востоке Обручев прослужил до 1868 года. Деятельность Обручева в этих местах была запечатлена наименованием в его честь мыса при входе в бухту Святого Успения.
Афанасий Николаевич Обручев умер 20 апреля 1871 года.
Был женат на Софье Владимировне (урождённая Геблер; 1844—1881).